# Thrasher (luchador)
Glen Ruth (13 de julio de 1969), conocido como Thrasher, es un luchador profesional estadounidense. Actualmente trabaja como embajador para la empresa WWE.

## Carrera

### Regreso a WWE (2023-presente)
En mayo de 2023, se informo que Thrasher junto a su compañero Mosh, habían firmado un contrato de leyendas con WWE, lo que los convirtió a ambos en embajadores para la empresa.

## Campeonatos y logros
- Atomic Revolutionary Wrestling
  - ARW Tag Team Championship (1 vez, actual) - con Mosh[5]

- Coastal Championship Wrestling
  - CCW Tag Team Championship (1 vez) - con Mosh

- Blackburn Wrestling Alliance
  - BWA Tag Team Championship (1 vez) - con Greg Spitz

- Fighting Evolution Wrestling
  - FEW Tag Team Championship (2 veces, actual) - con Mosh[6][7]

- Heartland Wrestling Association
  - HWA Tag Team Championship (1 vez) - con Mosh

- Insane Championship Wrestling
  - ICW Streetfight Tag Team Championship (1 vez) - con Mosh

- Main Event Championship Wrestling
  - MECW Tag Team Championship (1 vez) - con Mosh

- Maryland Championship Wrestling
  - MCW Tag Team Championship (1 vez) - con Mosh

- New England Wrestling Federation
  - NEWF Tag Team Championship (3 veces) - con Mosh

- Texas Wrestling Alliance
  - TWA Tag Team Championship (1 vez) - con Mosh

- World Wrestling Alliance
  - WWA Tag Team Championship (1 vez) - con Mosh[8]

- World Wrestling Association
  - WWA Heavyweight Championship (2 veces)
  - WWA Tag Team Championship (1 vez)

- World Wrestling Federation
  - WWF Hardcore Championship (1 vez)
  - NWA World Tag Team Championship (1 vez) - con Mosh
  - WWF Tag Team Championship (1 vez) - con Mosh

- Pro Wrestling Illustrated
  - Situado en el N°110 en los PWI 500 de 1997[9]